# 刻法罗斯

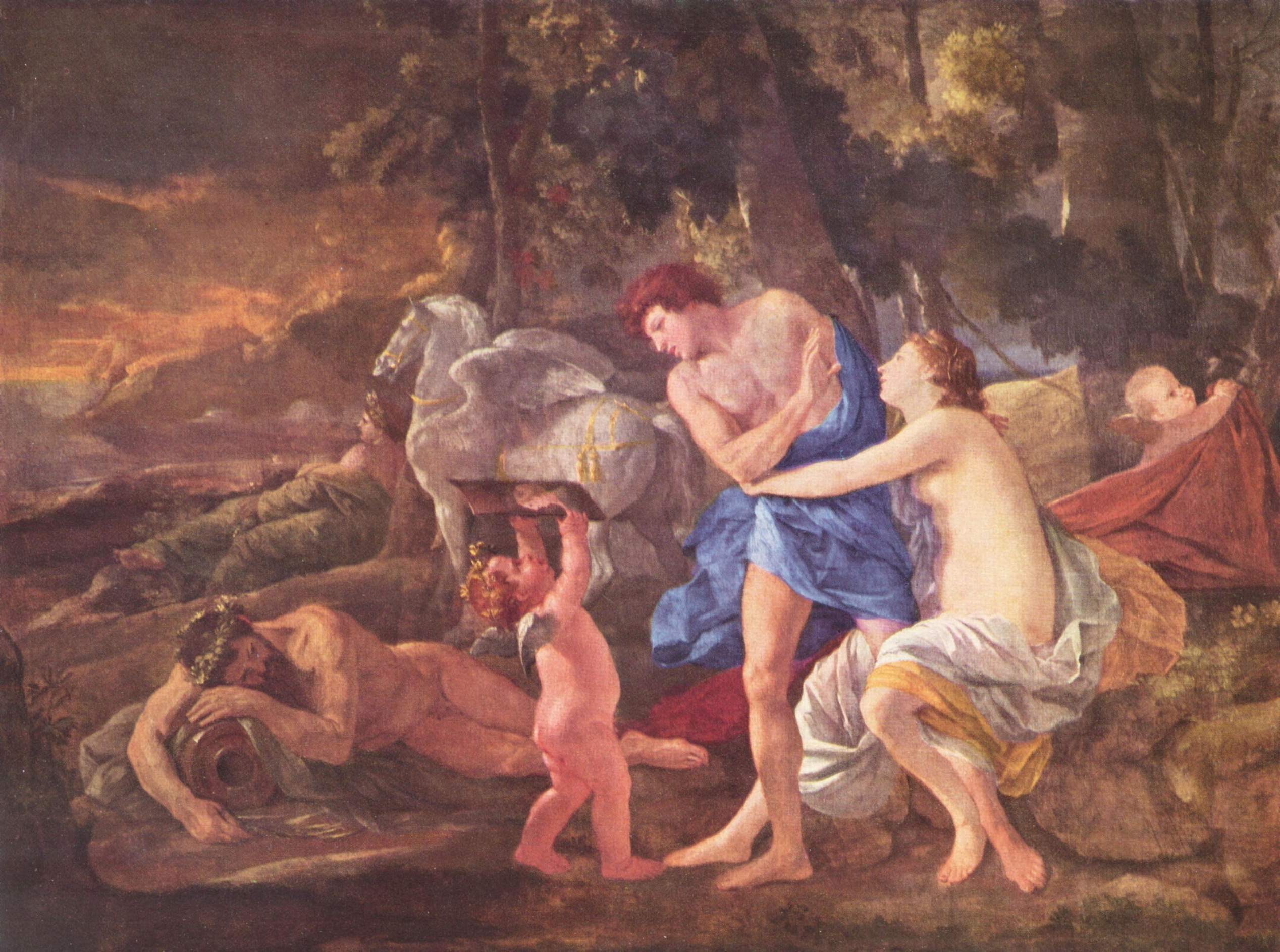
《刻法罗斯与曙光女神》，尼古拉·普桑（约1630年）

刻法罗斯（羅馬化：Kephalos）是希腊神话中戴奧尼俄斯的儿子。他的妻子是厄瑞克修斯的女儿普罗克里丝。但是他后来在打猎时被曙光女神厄俄斯（罗马神话中的歐若拉——Aurora）所诱拐，同后者育有三个儿子。然而刻法罗斯思妻心切，愤愤的女神只好将他送回——但对这对夫妇施加了诅咒。刻法罗斯在一次打猎的时候失手杀死了自己的妻子，她倒在他的怀里，最后恳求他不要再回到伊俄丝的身边。于是他离开了阿提卡，来到凯法利尼亚岛建立了最早的定居点。